# Gut Rothenhoff

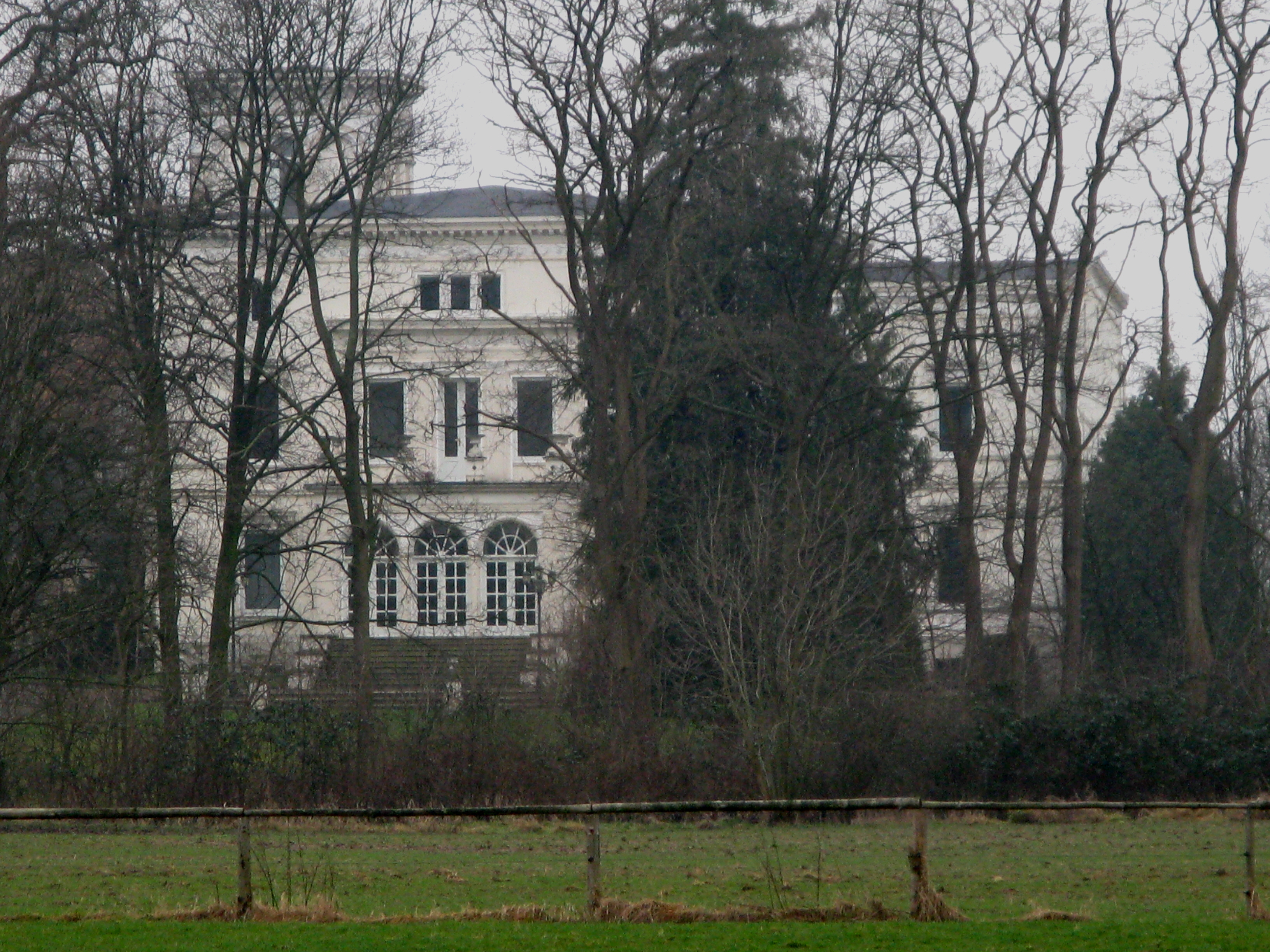
Herrenhaus auf Rittergut Rothenhoff

Gut Rothenhoff ist ein Rittergut im Großen Weserbogen in der Ortschaft Costedt der Stadt Porta Westfalica im Kreis Minden-Lübbecke südlich des Wiehen- und Wesergebirges.

## Geschichte

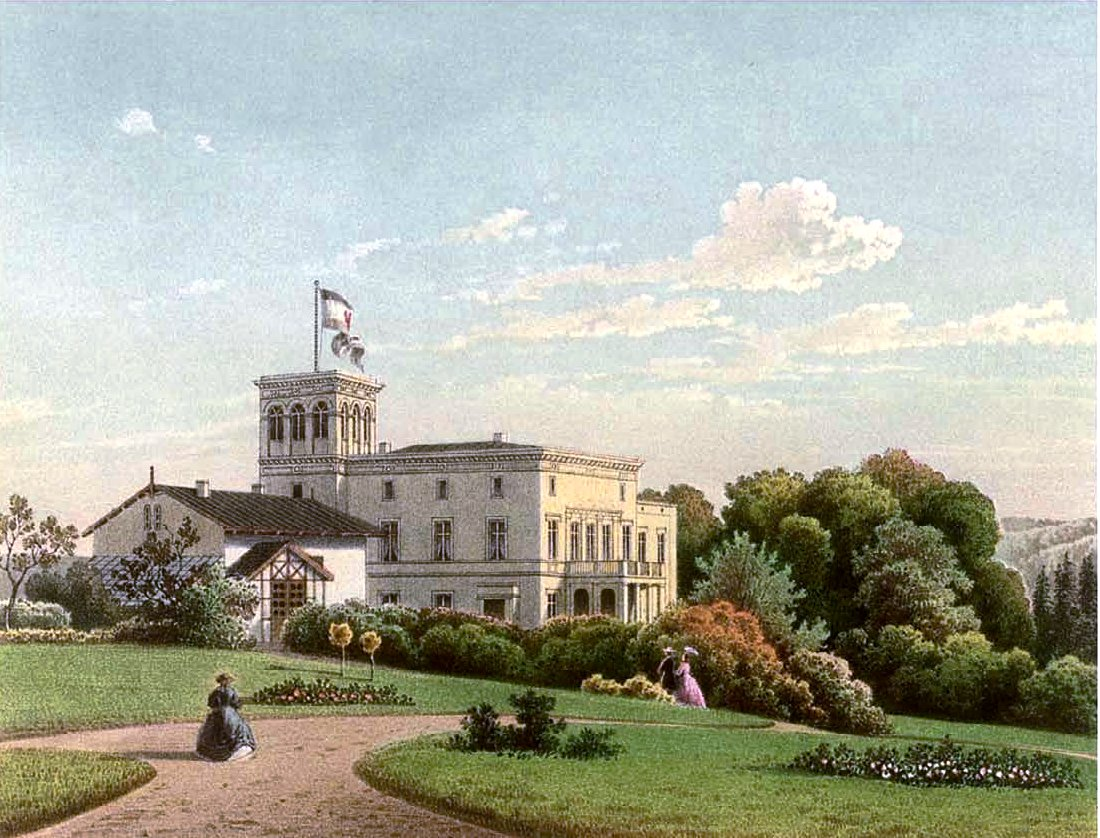
Herrenhaus auf Gut Rothenhoff um 1860, Sammlung Alexander Duncker

Erstmals erwähnt wurde Rothenhoff im Jahr 1230. Es war eines der Hofgüter der Bischöfe von Minden und ging mit der Auflösung des Hochstifts Minden in den Besitz des Kurfürstentums Brandenburg über. Nach Ende des Dreißigjährigen Krieges wurde das Gut einem schwedischen Gesandten geschenkt, um die schwedische Zustimmung zur Übertragung des Hochstifts Minden an Brandenburg zu erreichen. Diese Schenkung wurde 1666 rückgängig gemacht. Unter Napoleon wurde Rothenhoff kaiserlich französische Domäne, sie wurde dem bei Jena und Auerstedt erfolgreichen französischen General de la Houssay geschenkt. Kurze Zeit machten französische Marinesoldaten unter General Prinz Eckmühl hier Quartier.
Nachdem Preußen 1822 das Gut an einen Bremer Kaufmann verkauf hatte, wurde es durch Zukauf von Ländereien 1848 Rittergut und der Besitzer, Caesar zu Rothenhoff, Mitglied des preußischen Herrenhauses. Dieser war der Vater von Sophie Henschel.
Ab 1945 bis 1954 wurde das Rittergut Rothenhoff als Standort des Oberbefehlshabers der Britischen Rheinarmee genutzt. Als prominente Gäste weilten zu dieser Zeit unter anderem Prinzessin Margaret und Philip, Duke of Edinburgh, sowie Feldmarschall Bernard Montgomery und General Dwight D. Eisenhower auf dem Rittergut Rothenhoff.

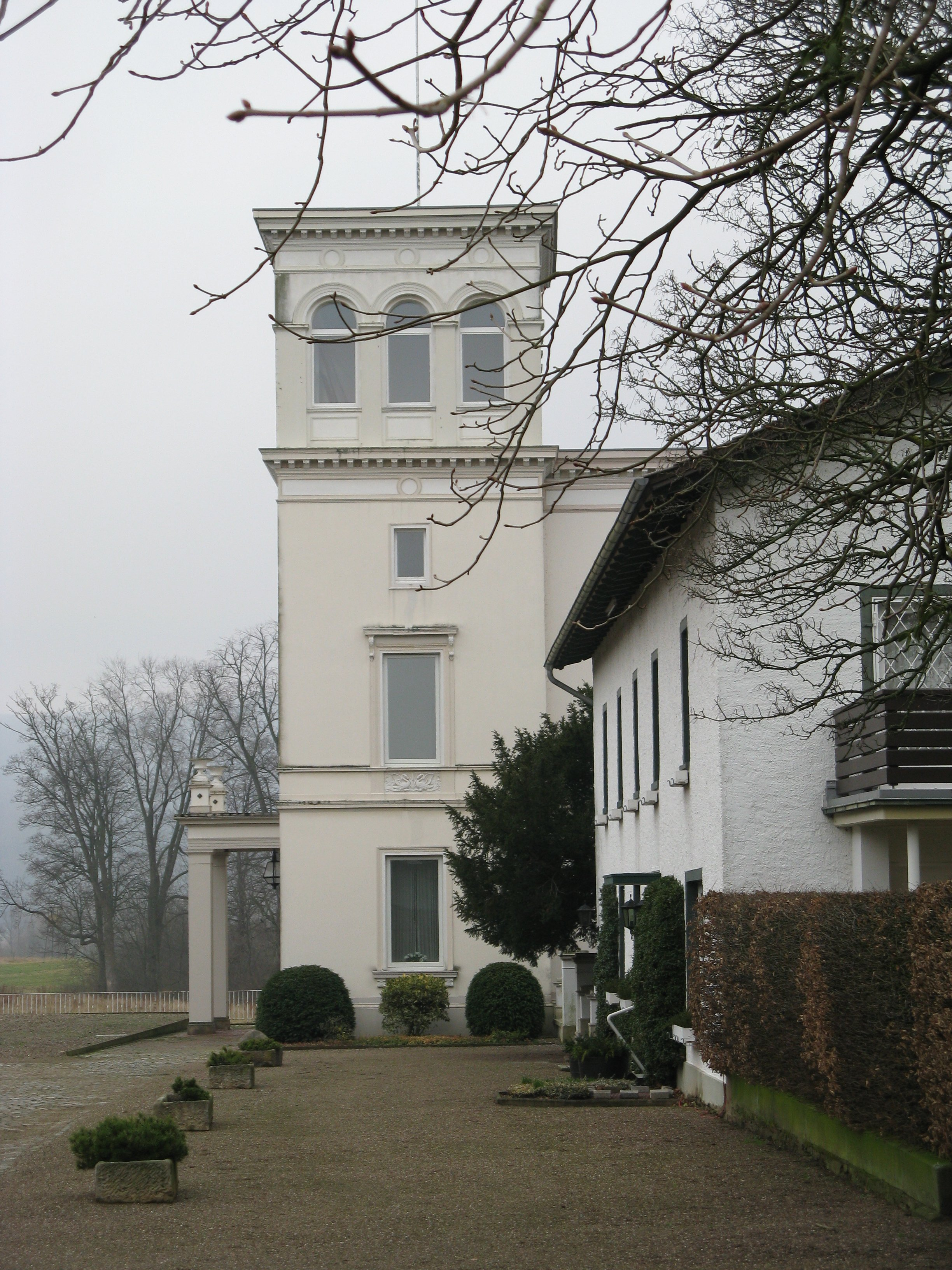
Herrenhaus von Osten gesehen

## Gebäude und Park
Die Wirtschaftsgebäude und das Herrenhaus stammen aus der Zeit der Bremer Kaufmannsfamilie Cäsar, die das Rittergut von 1822 bis 1915 besaß. Das Herrenhaus wurde als Neubau 1863 nach Plänen des königlichen Baumeisters Barring im spätklassizistischen Stil errichtet. Der historische Gutspark wurde im Stil des englischen Landschaftsparks im Zusammenhang mit dem Neubau des Herrenhauses 1863 östlich und nördlich davon angelegt. Die Hofanlage mit dem dazugehörigen Herrenhaus sowie das seit 1926 bestehende Erbbegräbnis stehen seit 1984 unter Denkmalschutz.

## Heutige Nutzung
Bereits seit Beginn des 20. Jahrhunderts erfolgte ein intensiver Kiesabbau auf den ehemals landwirtschaftlich genutzten Flächen. Wegen der fortschreitenden Auskiesung wurden 1971 die landwirtschaftlichen Flächen und Einrichtungen an Landwirte der Umgebung verkauft und verpachtet, das Herrenhaus und der Park werden privat genutzt. Die Parkteile nördlich des Herrenhauses sind nicht mehr vorhanden. Der Park östlich des Hauses hat seinen Charakter weitgehend gewahrt. Nach Süden wird der Park von einer Mauer abgeschlossen, nach Osten und Norden geht er durch Hecken begrenzt in landwirtschaftliche Flächen über. Das Herrenhaus und der Park befinden sich in einem guten Pflegezustand. Im Juli 2023 brannte der Dachstuhl der Scheune wegen Brandstiftung ab.

## Sonstiges
Am 11. November 1841 wurde Sophie Caesar auf dem Rittergut Rothenhoff geboren. Nach dem Tod ihres Vaters zog sie mit der Mutter 1851 nach Kassel. Hier heiratete sie 1862 den Unternehmer Oscar Henschel. Henschel war Eigentümer der Maschinenfabrik Henschel & Sohn, die er zur weltweit führenden Lokomotivenfabrik ausbaute. Sophie Henschel war eine der wohlhabendsten Frauen im Kaiserreich und besaß ein ausgeprägtes soziales Verantwortungsgefühl.